# Відносини ПАР та Швейцарії
Південно-Африкансько-Швейцарські відносини — офіційні дипломатичні відносини між Південно-Африканською Республікою та Швейцарською Конфедерацією.

## Історія
Між Південно-Африканською Республікою та Швейцарською Конфедерацією існують офіційні дипломатичні відносини. За даними МЗС Швейцарії, відносини між Південно-Африканською Республікою і Швейцарською Конфедерацією є напруженими і тісними. Південна Африка є стратегічним партнером Швейцарії і є однією з найважливіших на всьому африканському континенті.
Після приходу перших швейцарців до Південної Африки, у другій половині дев'ятнадцятого століття, торговельні відносини між двома країнами швидко розвивалися, що значною мірою сприяло розвитку економіки Південної Африки. Швейцарія ніколи не вводила санкції проти Південної Африки на жодному етапі свого режиму.
У 1887 в Преторії, столиці країни, був розміщений перший консул Швейцарії.
У 1916 відкрито ще одне консульство штату в місті Кейптаун. Консульство Швейцарії в Преторії було підвищено до статусу посольства в 1952 році під час режиму апартеїду в Південній Африці.
Швейцарське агентство розвитку та співробітництва почало діяти в Південній Африці під час останнього етапу апартеїду в країні, коли він дуже пом'якшився, між 1990 і 1994 роками, і сприяло створенню нової політичної системи в країні як ненасильницької якомога. Швейцарія підтримала роботу Південноафриканської комісії з питань примирення та правди (TRC).
Швейцарія ніколи не брала участі в бойкоті Організації Об'єднаних Націй щодо Південної Африки, але проігнорувала ембарго, накладене на Південну Африку. У результаті в 2002 році ряд швейцарських банків зіткнулися з позовом у США на суму 50 мільярдів доларів за підтримку расизму та режиму апартеїду. Швейцарські банки категорично спростували ці звинувачення.

## Дипломатичні представництва
Південна Африка представлена в Швейцарії на рівні посольства через офіційне посольство, яке воно має в Берні, столиці країни. Південна Африка також представлена в Швейцарії на консульському рівні через офіційне консульство, яке воно має в Женеві .Швейцарія представлена в Південній Африці на рівні посольства через офіційне посольство, яке воно має в Преторії, столиці країни. Швейцарія також представлена в Південній Африці на консульському рівні через офіційне консульство, яке воно має в Кейптауні, столиці країни.

## Швейцарці в Південній Африці
Швейцарська громада в Південній Африці налічувала в 2017 році, за даними Швейцарського центрального статистичного бюро, вісім тисяч чотириста шістдесят вісім осіб. Ця цифра робить громаду найбільшою на будь-якому континенті в Африці, яка також становить половину кількості швейцарців у країні.